# Millennium 2
För andra betydelser, se Millennium (olika betydelser).
Millennium 2 är en sång skriven av Jan Nordlund, John Henrik Lagerlöf, Stefan Enberg och Daniel Bäckström, och inspelad av Markoolio på albumet Dikter från ett hjärta från 1999. samt utgiven på singel den 20 oktober samma år. Singeln toppade den svenska singellistan.
Sången handlar om övergången från år 1999 till år 2000 inom den gregorianska tideräkningen.
Den 30 oktober 1999 gick sången in på Trackslistan, och placerade sig första gången på 16:e plats. Den 4 december 1999 var låten med på listan för sista gången.
Melodin testades på Svensktoppen den 4 december 1999, men tog sig inte in på listan.
Låten framfördes av i Dansbandskampen 2009 av Sweetshots, då Markoolio var kvällens tema i deltävlingens andra omgång.

## Video
I videon föreställer Markoolio E-Type. Bilderna från honom i ett lagerhus växlar till en lägenhet där Markoolio förbereder en fest. I slutet av videon syns också parodier på rapparna Petter och Ken.

## Listplaceringar
| Lista (1999-2000) | Topplacering |
| ----------------- | ------------ |
| Sverige           | 1            |

### Fotnoter
1. ↑  ”Dikter från ett hjärta”. Svensk mediedatabas. 25 februari 1999. http://smdb.kb.se/catalog/id/001520369. Läst 8 november 2011.
2. ↑  ”Millennium 2”. Svensk mediedatabas. 25 februari 1999. http://smdb.kb.se/catalog/id/001520864. Läst 4 juni 2011.
3. ↑  ”Svensktoppen”. Sveriges Radio. 4 december 1999. http://sverigesradio.se/p4/svetop/1999/991204sv.htm. Läst 4 juni 2011.
4. ↑  ”Svensktoppen”. Sveriges Radio. 11 december 1999. http://sverigesradio.se/p4/svetop/1999/991211sv.htm. Läst 4 juni 2011.
5. ↑  ”Millennium 2”. Swedishcharts. 25 februari 1999. http://swedishcharts.com/showitem.asp?interpret=Markoolio&titel=Millennium+2&cat=s. Läst 1 januari 2009.